# Método de Euler-Maruyama
O Método de Euler-Maruyama é uma esquema numérico desenvolvido para resolver equações diferenciais estocásticas. O nome homenageia os matemáticos Euler e Maruyama, de duas gerações completamente diferentes. O método é somente uma extensão do método de Euler, sendo assim o nome.

## Exemplo: crescimento populacional estocásticos
Considere a equação diferencial estocásticas:
{\displaystyle dX_{t}=r*X(t)(1-X(t)/K)dt+\sigma *(X(t)(1-X(t)/K))dW_{t}}
Abaixo segue o código em Matlab para resolvê-la, e logo abaixo segue algumas simulações ao lado da solução determinística.

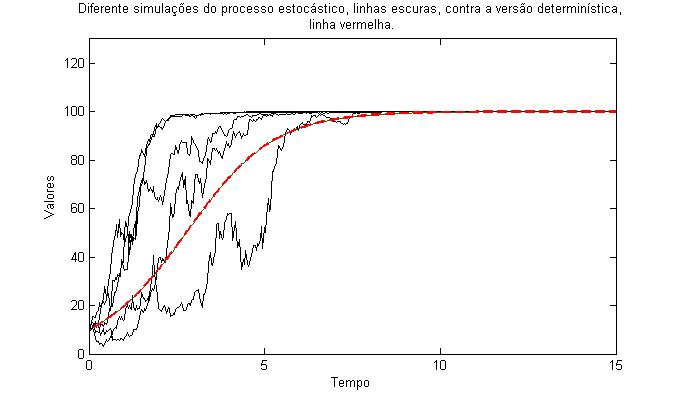
Um exemplo de como aplicar o método de Euler-Maruyama a uma equação diferencial estocástica

```
function
 
EulerMaruyama

%This function applies the method of Euler-Maruyama for solving the

%stochastic differential equation: dX(t)= rX(t)(1-X(t)/K)dt +

%sigmaX(t)(1-X(t)/K)dW(t)

r
=
0.8
;
%growth rate

K
=
100
;
%Carrying capacity

sigma
=
0.9
;
%stochasticity coefficient 

T
=
15
;
%time for simulation

N
=
400
;
%number of steps in the grid

dt
=
T
/
N
;
%small intervals of time

x0
=
10
;
%initial condition

X
=
x0
;
%state vector

Xvector
=
x0
;
%list of state vectors

for
 
t
=
1
:
N

   
%this loop shall repeat until we achieve the end of the simulation

    
X
=
X
 
+
 
r
*
X
*
(
1
 
-
 
X
/
K
)
*
dt
 
+
 
sigma
*
X
*
(
1
-
 
X
/
K
)
*
sqrt
(
dt
)
*
randn
;
% the SDE

    
Xvector
=[
Xvector
,
X
];
%save current simulation

    

end

mean
=
x0
;

meanlist
=
x0
;

for
 
t
=
1
:
N

    
%here is just the Euler method: x(t+dt)= x(t) + dt*f(x,t)

    
% for solving dx/dt=f(x,t)

    
mean
=
mean
 
+
 
r
*
mean
*
(
1
 
-
 
mean
/
K
)
*
dt
;

    
meanlist
=[
meanlist
,
 
mean
];

end

time
=
0
:
dt
:
T
;

plot
(
time
,
 
Xvector
,
 
time
,
 
meanlist
)

hold
 
on

ylim
([
0
,
130
]);

end

```

A saída do código segue abaixo